# Mussidan
Mussidan (okcitansko Moissida) je naselje in občina v francoskem departmaju Dordogne regije Akvitanije. Leta 2008 je naselje imelo 2.837 prebivalcev.

## Geografija
Kraj leži v pokrajini Périgord ob reki Isle in njenem levem pritoku Crempse, 36 km jugozahodno od Périgueuxa.

## Uprava
Mussidan je sedež istoimenskega kantona, v katerega so poleg njegove, vključene še občine Beaupouyet, Bourgnac, Saint-Étienne-de-Puycorbier, Saint-Front-de-Pradoux, Saint-Laurent-des-Hommes, Saint-Louis-en-l'Isle, Saint-Martin-l'Astier, Saint-Médard-de-Mussidan, Saint-Michel-de-Double in Sourzac z 9.225 prebivalci.
Kanton Mussidan je sestavni del okrožja Périgueux.

## Zanimivosti
- neoromanska cerkev sv. Jurija iz 19. stoletja,
- muzej ljudske umetnosti Périgorda,
- nekdanja cerkev Notre-Dame du Roc iz 16. in 17. stoletja.

## Pobratena mesta
- Sainte-Anne (Martinique),
- Vigy (Moselle),
- Woodbridge (Anglija, Združeno kraljestvo)